# Kuplevate, Bilokurakîne
Kuplevate (în ucraineană Куплевате) este un sat în comuna Tîmoșîne din raionul Bilokurakîne, regiunea Luhansk, Ucraina.

## Demografie
Componența lingvistică a localității Kuplevate
     Ucraineană (97,99%)
     Rusă (2,01%)
Conform recensământului din 2001, majoritatea populației localității Kuplevate era vorbitoare de ucraineană (97,99%), existând în minoritate și vorbitori de rusă (2,01%).